# 7 cervelli per un colpo perfetto
7 cervelli per un colpo perfetto (Trois Milliards sans ascenseur) è un film del 1972 diretto da Roger Pigaut.

## Distribuzione
Il film uscì in Francia il 27 settembre 1972 mentre in Italia uscì il mese precedente, il 18 agosto del medesimo anno.